# Xã East Rockhill, Quận Bucks, Pennsylvania
Xã East Rockhill (tiếng Anh: East Rockhill Township) là một xã thuộc quận Bucks, tiểu bang Pennsylvania, Hoa Kỳ. Năm 2010, dân số của xã này là 5.706 người.